# Малый Кармыж
Малый Кармыж — деревня в Можгинском районе Удмуртии, ныне входит в Нынекское сельское поселение. Находится в 25 км к юго-западу от Можги и в 99 км к юго-западу от центра Ижевска.